# هشام مسرار
هشام مسرار منشط ومقدم برامج مغربي، شارك في العديد من الأعمال كما قدم مجموعة من البرامج ولعل أشهرها برنامج كي كنتي كي وليتيالذي لا زال يٌعرض حاليا (2017) على القناة التلفزية المغربية دوزيم، هذا بالإضافة إلى تنشيطه برنامج جزيرة الكنز رفقة المنشط الآخر رشيد العلالي.
في عام 2018، أطلق برنامج (واش حنا هوما حنا).

## قائمة أعماله
- واش حنا هوما حنا (2018).[1]
- جزيرة الكنز
- كي كنتي كي وليتي
- طاكسي 36

وغيرها...